# La Course by Le Tour de France 2017
La 4.ª edición de la La Course by Le Tour de France se celebró entre el 20 y el 22 de julio de 2017 con inicio en la ciudad de Brianzón y final en Col d'Izoard. Si bien la carrera tuvo un total de 2 etapas, solo la primera hizo parte del UCI WorldTour Femenino 2017 en tanto que la segunda no otorgó ningún punto UCI.
La carrera hizo parte del UCI WorldTour Femenino 2017 como competencia de categoría 1.WWT del calendario ciclístico de máximo nivel mundial siendo la decimoquinta carrera de dicho circuito y fue ganada por la corredora holandesa Annemiek van Vleuten del equipo femenino Orica Scott, en segundo lugar Elizabeth Deignan (Boels Dolmans) y en tercer lugar Elisa Longo Borghini (Wiggle High5).
La edición de este año no se celebró en París sino que se realizó con dos etapas, la primera una etapa de montaña el jueves 20 de julio, bajo los últimos 66 kilómetros de la etapa entre la localidad francesa de Briançon y el Col d'Izoard en los Alpes, y abordaron los 10 kilómetros que conducen a Casse deserte, que cuentan con una pendiente media superior al 9%. Una segunda etapa se realizó el 22 de julio con una Contrarreloj individual en el área metropolitana de las calles de Marsella, utilizando el mismo reccorrido que la etapa 20 del Tour de Francia 2017, para entregar la clasificación final a la ciclista más fuerte.

## Equipos
Tomaron parte en la carrera un total de 21 equipos invitados por la organización de los cuales 20 correspondieron a equipos de categoría UCI Team Femenino y la selección nacional de Francia.
| Equipos femeninos (20)- Alé Cipollini Galassia - Astana Women's Team - BePink Cogeas - Boels Dolmans - BTC City Ljubljana - Canyon Sram Racing - Cervélo Bigla - Cylance Pro Cycling - FDJ-Nouvelle Aquitaine-Futuroscope - Hitec Products - Lares-Waowdeals Women Cycling Team - Lensworld-Kuota - Lotto Soudal - Orica-Scott - Servetto Giusta - Sunweb - Team Tibco-Silicon Valley Bank - VéloCONCEPT Women - Wiggle High5 - WM3 Pro Cycling Equipo nacional- Francia |
| |

## Etapas
La primera etapa, la cual hizo parte del UCI WorldTour Femenino 2017 fue una etapa de montaña se realizó el jueves 20 de julio con 67,5 km entre la localidad francesa de Briançon y el Col d'Izoard en los Alpes en donde se abordaron 10 km que conducen a Casse deserte, los cuales cuentan con una pendiente media superior al 9%. La segunda etapa (no UCI) se realizó el 22 de julio con una Contrarreloj individual en el área metropolitana de las calles de Marsella, utilizando el mismo recorrido que la etapa 20 del Tour de Francia 2017.
| Etapa     | Fecha     | Recorrido                         | type                    | Distancia (km) | Ganador              | Líder                |
| --------- | --------- | --------------------------------- | ----------------------- | -------------- | -------------------- | -------------------- |
| 1.ª etapa | 20 de jul | Briançon – Col d'Izoard           | etapa de montaña        | 67,5           | Annemiek van Vleuten | Annemiek van Vleuten |
| 2.ª etapa | 22 de jul | Stade Vélodrome – Stade Vélodrome | contrarreloj individual | 22,5           | Annemiek van Vleuten | Annemiek van Vleuten |

## Clasificaciones finales
Las clasificaciones finalizaron de la siguiente forma:

### Clasificación general (1.ª etapa)
| \| Clasificación general \| Clasificación general \| Clasificación general \| Clasificación general \| Clasificación general \| \| Ciclista \| Ciclista \| Equipo \| Tiempo \| \| \| --------------------- \| --------------------- \| ---------------------------------- \| --------------------- \| --------------------- \| \| 1.ª \| Annemiek van Vleuten \| Orica-Scott \| 2 h 07 min 18 s \| \| \| 2.ª \| Lizzie Deignan \| Boels Dolmans \| + 43 s \| \| \| 3.ª \| Elisa Longo Borghini \| Wiggle High5 \| + 1 min 23 s \| \| \| 4.ª \| Megan Guarnier \| Boels Dolmans \| + 1 min 28 s \| \| \| 5.ª \| Shara Gillow \| FDJ-Nouvelle Aquitaine-Futuroscope \| + 1 min 33 s \| \| \| 6.ª \| Amanda Spratt \| Orica-Scott \| + 1 min 41 s \| \| \| 7.ª \| Lauren Stephens \| Tibco-Silicon Valley Bank \| + 1 min 51 s \| \| \| 8.ª \| Ana Cristina Sanabria \| Servetto Giusta \| + 2 min 24 s \| \| \| 9.ª \| Katarzyna Niewiadoma \| WM3 \| + 2 min 52 s \| \| \| 10.ª \| Hanna Nilsson \| BTC City Ljubljana \| + 3 min 04 s \| \| |                       |                                    |                 |
| |                       |                                    |                 |
| Fuente: ProCyclingStats |                       |                                    |                 |
| Clasificación general |                       |                                    |                 |
| Ciclista | Ciclista              | Equipo                             | Tiempo          |
| 1.ª | Annemiek van Vleuten  | Orica-Scott                        | 2 h 07 min 18 s |
| 2.ª | Lizzie Deignan        | Boels Dolmans                      | + 43 s          |
| 3.ª | Elisa Longo Borghini  | Wiggle High5                       | + 1 min 23 s    |
| 4.ª | Megan Guarnier        | Boels Dolmans                      | + 1 min 28 s    |
| 5.ª | Shara Gillow          | FDJ-Nouvelle Aquitaine-Futuroscope | + 1 min 33 s    |
| 6.ª | Amanda Spratt         | Orica-Scott                        | + 1 min 41 s    |
| 7.ª | Lauren Stephens       | Tibco-Silicon Valley Bank          | + 1 min 51 s    |
| 8.ª | Ana Cristina Sanabria | Servetto Giusta                    | + 2 min 24 s    |
| 9.ª | Katarzyna Niewiadoma  | WM3                                | + 2 min 52 s    |
| 10.ª | Hanna Nilsson         | BTC City Ljubljana                 | + 3 min 04 s    |

### Clasificación de la CRI (2.ª etapa)
| \| Clasificación de la etapa \| Clasificación de la etapa \| Clasificación de la etapa \| Clasificación de la etapa \| Clasificación de la etapa \| \| Ciclista \| Ciclista \| Equipo \| Tiempo \| \| \| ------------------------- \| ------------------------- \| ---------------------------------- \| ------------------------- \| ------------------------- \| \| 1.ª \| Annemiek van Vleuten \| Orica-Scott \| 32 min 54 s \| \| \| 2.ª \| Lizzie Deignan \| Boels Dolmans \| + 1 min 52 s \| \| \| 3.ª \| Elisa Longo Borghini \| Wiggle High5 \| + 1 min 53 s \| \| \| 4.ª \| Megan Guarnier \| Boels Dolmans \| + 3 min 00 s \| \| \| 5.ª \| Amanda Spratt \| Orica-Scott \| + 3 min 26 s \| \| \| 6.ª \| Shara Gillow \| FDJ-Nouvelle Aquitaine-Futuroscope \| + 3 min 48 s \| \| \| 7.ª \| Lauren Stephens \| Tibco-Silicon Valley Bank \| + 3 min 53 s \| \| \| 8.ª \| Katarzyna Niewiadoma \| WM3 \| + 4 min 35 s \| \| \| 9.ª \| Ashleigh Moolman-Pasio \| Cervélo Bigla \| + 4 min 35 s \| \| \| 10.ª \| Ana Cristina Sanabria \| Servetto Giusta \| + 4 min 46 s \| \| |                        |                                    |              |
| |                        |                                    |              |
| |                        |                                    |              |
| Clasificación de la etapa |                        |                                    |              |
| Ciclista | Ciclista               | Equipo                             | Tiempo       |
| 1.ª | Annemiek van Vleuten   | Orica-Scott                        | 32 min 54 s  |
| 2.ª | Lizzie Deignan         | Boels Dolmans                      | + 1 min 52 s |
| 3.ª | Elisa Longo Borghini   | Wiggle High5                       | + 1 min 53 s |
| 4.ª | Megan Guarnier         | Boels Dolmans                      | + 3 min 00 s |
| 5.ª | Amanda Spratt          | Orica-Scott                        | + 3 min 26 s |
| 6.ª | Shara Gillow           | FDJ-Nouvelle Aquitaine-Futuroscope | + 3 min 48 s |
| 7.ª | Lauren Stephens        | Tibco-Silicon Valley Bank          | + 3 min 53 s |
| 8.ª | Katarzyna Niewiadoma   | WM3                                | + 4 min 35 s |
| 9.ª | Ashleigh Moolman-Pasio | Cervélo Bigla                      | + 4 min 35 s |
| 10.ª | Ana Cristina Sanabria  | Servetto Giusta                    | + 4 min 46 s |

## UCI WorldTour Femenino
La La Course by Le Tour de France otorga puntos para el UCI WorldTour Femenino 2017, incluyendo a todas las corredoras de los equipos en las categorías UCI Team Femenino. Las siguientes tablas muestran el baremo de puntuación y las 10 corredoras que obtuvieron más puntos:
| Posición   | 1.ª | 2.ª | 3.ª | 4.ª | 5.ª | 6.ª | 7.ª | 8.ª | 9.ª | 10.ª | 11.ª | 12.ª | 13.ª | 14.ª | 15.ª | 16.ª | 17.ª | 18.ª | 19.ª | 20.ª |
| Puntuación | 120 | 100 | 85  | 70  | 60  | 50  | 40  | 35  | 30  | 25   | 20   | 18   | 16   | 14   | 12   | 10   | 8    | 6    | 4    | 2    |

| Clasificación |                       |                                    |        |
| Posición      | Ciclista              | Equipo                             | Puntos |
| ------------- | --------------------- | ---------------------------------- | ------ |
| 1.ª           | Annemiek van Vleuten  | Orica Scott                        | 120    |
| 2.ª           | Elizabeth Deignan     | Boels Dolmans                      | 100    |
| 3.ª           | Elisa Longo Borghini  | Wiggle High5                       | 85     |
| 4.ª           | Megan Guarnier        | Boels Dolmans                      | 70     |
| 5.ª           | Shara Gillow          | FDJ Nouvelle Aquitaine Futuroscope | 60     |
| 6.ª           | Amanda Spratt         | Orica Scott                        | 50     |
| 7.ª           | Lauren Stephens       | Team Tibco-Silicon Valley Bank     | 40     |
| 8.ª           | Ana Cristina Sanabria | Servetto Giusta                    | 35     |
| 9.ª           | Katarzyna Niewiadoma  | WM3 Pro Cycling Team               | 30     |
| 10.ª          | Hanna Nilsson         | BTC City Ljubljana                 | 25     |